# Ipsos
Ipsos Group — міжнародна дослідницька компанія, заснована в 1975 році Дідьє Трюшо. З 1 липня 1999 року Ipsos веде торги на Паризькій фондовій біржі. Штаб-квартира компанії розташована у Парижі.
З 1990 року Ipsos реалізує політику поглинання компаній. У жовтні 2011 року Ipsos придбала Synovate, що призвело до створення нової об'єднаної організації Ipsos, третьої за величиною дослідницької агенції у світі. Станом на 2018 рік компанія має офіси у 89 країнах, у яких працює 17 987 осіб. 

## Історія

### Початок
Ipsos був заснований в 1975 Дідьє Трюшо. Спочатку компанія Трюшо була орієнтована на надання послуг різним маркетинговим та медіа-компаніям, зокрема на вимірювання успішності їхніх кампаній за допомогою новаторських для Франції авторських методів. Наприклад, 1977 року було розроблено Baromètre d'Affichage (BAF), що дозволяв проаналізувати ефективності рекламних щитів. За ним пішов інструмент, створений спеціально для оцінки медіа, а в 1979 — France des Cadres Actifs (FC), що використовувався для встановлення та аналізу технік читання керівників французьких компаній.
Незважаючи на успіх, прибуток компанії залишався невеликим до приходу Жан-Марка Леха на посаду співголови. З появою Ipsos починає займатися дослідженнями громадської думки.
До кінця 80-х років Ipsos стає п'ятою за величиною медіа-дослідницької компанії у Франції. Активне політичне життя держави у період сприяла зміцненню позицій компанії над ринком, особливо у секторі досліджень громадської думки.

### Європейська експансія
У 1990-х Ipsos розширила масштаби діяльності, головним чином за рахунок придбань в Іспанії, Італії, Німеччині, Великій Британії та Центральній Європі, особливо в Угорщині.
У 1992 році, для збільшення власної вартості, Ipsos залучила приватних інвесторів. Першим новим акціонером стала компанія Baring Private Equity. Трюшо та Лех, найбільші акціонери, зберегли за собою контрольний пакет у розмірі двох третин акцій компанії

### Світова експансія
Ставши до середини 90-х років однією з найбільших дослідницьких компаній у Європі, Ipsos виходить на світовий ринок. Після продажу 40 % компанії групі Artemis Group, очолюваної Франсуа Піно, та інвестиційного фонду Amstar, очолюваного Уолтером Батлером, Ipsos придбала нових інвестиційних партнерів. Після придбання Novaction 1997 Ipsos вийшла на американський ринок, а з придбанням ASI Market Research в 1998 році — на північноамериканський.
1999 року компанія з'явилася на Паризькій фондовій біржі. Наступна вдала пропозиція дозволила Artemis і Amstar перевести в готівку свої інвестиції, а також дало Ipsos можливість продовжити світову експансію.
Разом з Media Matrix Ipsos брала участь у створенні компанії MMXI Europe, що займається інтернет-дослідженнями  . Компанія також отримала контроль над чотирма дочірніми компаніями NFO Worldwide, що спеціалізуються на створенні аксес-панелей для досліджень.
Експансія продовжилася в Азії, Південній Америці і особливо в Північній Америці після купівлі канадської компанії Angus Reid, перейменованої в Ipsos-Reid у 2000 році.
У 2011 році Ipsos придбала підрозділ Synovate Aegis Group Plc .
30 жовтня 2018 року Ipsos оголосила, що придбала Synthesio, провідну світову платформу для social listening з 2014 року (за версією Forrester).

## Спеціалізація
Ipsos спеціалізується на медіадослідженнях, маркетингових дослідженнях, соціологічних дослідженнях, а також на організації взаємин з клієнтами та співробітниками.

## Фінансові показники
У 2015 році прибуток Ipsos склав 1 785,3 млн євро, при цьому внутрішнє зростання компанії становило -1 %. У 2014 році 44 % доходів Ipsos отримала з країн EMEA, 39 % з Америки та 17 % з Азіатсько-Тихоокеанського регіону.

### Топ-10 компаній у секторі дослідження ринку у 2019р.
| Місце | Компанія        | Дохід за 2018 рік (Млн дол.) |
| ----- | --------------- | ---------------------------- |
| 1     | Nielsen Company | 6,515                        |
| 2     | IQVIA           | 3,904                        |
| 3     | Gartner         | 3,516                        |
| 4     | Kantar Group    | 3,449                        |
| 5     | Ipsos           | 2,067                        |
| 6     | GfK             | 1,616                        |
| 7     | IRI             | 1,200                        |
| 8     | Dynata          | 509                          |
| 9     | Westat          | 506                          |
| 10    | Intage          | 489                          |

Джерело: ESOMAR Global Market Research Report 2019

## Дочірні компанії
Ipsos group складається з Ipsos SA та його дочірніх компаній. Ipsos SA займається виключно стратегічною діяльністю і не веде комерційної активності, в той час як операційна діяльність провадиться в наступних підрозділах, що різняться за призначенням сервісних ліній (Ipsos Interactive Services, Ipsos ASI, Ipsos UU, Ipsos BHT) або географічного розташування (Ipsos MORI). Market and Opinion Research International — Великобританія;